# Lionel Van Brabant
Lionel Van Brabant (15 de agosto de 1926 — 3 de julho de 2004) foi um ciclista belga. Competiu como representante de seu país nos Jogos Olímpicos de Verão de 1948, onde a equipe belga terminou em quinto lugar.